# برشاوشان رباعي الأوراق
برشاوشان رباعي الأوراق (الاسم العلمي:Adiantum tetraphyllum) هو نوع من النباتات يتبع جنس البرشاوشان من الفصيلة الديشارية.